# Каші-Мару (вантажне)
Каші-Мару (вантажне) — транспортне судно, яке під час Другої світової війни взяло участь у операціях японських збройних сил на Соломонових островах.
Каші-Мару спорудили в 1940 році на верфі Osaka Iron Works на замовлення компанії Towa Kisen.
У якийсь момент судно реквізували для потреб Імперського флоту Японії.
27 червня 1943-го Каші-Мару разом зі ще 3 транспортами в супроводі мисливця за підводними човнами CH-12 полишило Рабаул (головна передова база в архіпелазі Бісмарка, з якої провадились операції на Соломонових островах) та попрямувало на схід. 2 липня судно перебувало в бухті Баєроко (Мбаєроко) на північно-західному узбережжі Нової Джорджії (можливо відзначити, що всього за два дні до того, 30 червня, почалась десантна операція американців із заволодіння цим островом). Воно вже встигло частково вивантажити наявні на борту автомобілі та бочки з пальним, коли стався наліт бомбардувальників B-25 «Мітчелл», яких супроводжували винищувачі F4U «Корсар». Як результат, Каші-Мару, уражене 227-кг бомбою, затонуло.